# Ted Bundy (phim)
Ted Bundy là bộ phim tội phạm Mỹ ra mắt năm 2002, do Matthew Bright đạo diễn và đồng biên kịch. Tác phẩm kịch tính hóa tội ác của kẻ giết người hàng loạt Ted Bundy, có sự tham gia diễn xuất của Michael Reilly Burke trong vai Bundy và Boti Bliss trong vai Lee, bạn gái của Bundy (nhân vật dựa trên Elizabeth Kloepfer, bạn gái đời thực của Ted Bundy vào thời điểm anh thực hiện các vụ giết người).

## Nội dung
Năm 1974, ở Seattle, Washington, sinh viên luật Ted Bundy (Michael Reilly Burke) xuất hiện là một anh chàng hàng xóm thân thiện điển hình; nhưng bên dưới mặt tiền hiền lành ấy là một con quái vật thật sự. Sau khi quan sát phụ nữ từ cửa sổ trong lúc thủ dâm, Bundy lấy hết can đảm để thực hiện vụ giết người đầu tiên. Từ đó, Bundy luôn tìm cách dụ phụ nữ trẻ đến xe của mình bằng cách giả bị gãy tay hoặc bị bệnh, sau đó nhờ họ giúp đỡ, hay đôi khi tự nhận mình là cảnh sát. Bundy đánh bất tỉnh, trói và đưa nạn nhân đến một địa điểm đã được sắp xếp rồi hãm hiếp và giết hại họ. Trên chiếc VW Beetle màu vàng, Bundy giết hàng loạt cô gái trên khắp nước Mỹ. Cảnh sát không thể tóm được Bundy, vì không ai nghi ngờ danh tiếng sẵn có của hắn trong cộng đồng. Bundy có vỏ bọc hoàn hảo của một công dân kiểu mẫu và sinh viên hàng đầu.
Năm 1975, một trong những nạn nhân của Bundy, Tina Gabler, đã trốn thoát thành công khi cô ném mình khỏi chiếc xe đang di chuyển của Bundy. Dựa trên mô tả của Gabler về chiếc xe của hung thủ, Bundy bị cảnh sát ngăn chặn và bắt giữ. Trong cốp xe của Bundy, cảnh sát tìm thấy mặt nạ, cưa tay, xà beng, dao, dây thừng và còng tay. Mặc dù Bundy được Tina Gabler xác nhận trong ảnh trình diện, hắn vẫn phủ nhận mình từng gặp cô. Khi được bạn gái đến thăm tại Nhà tù Bang Colorado, Bundy thừa nhận với cô về các cáo buộc chống lại hắn nhưng nhấn mạnh rằng thực tế là không có bằng chứng, và hắn sẽ không bao giờ bị kết án. Do tự bào chữa cho chính mình, Bundy được cấp quyền vào thư viện luật của tòa án, và nhanh chóng trốn thoát bằng cách nhảy từ một cửa sổ tầng trên. Bundy lại bị bỏ tù sau một vụ trộm ô tô, nhưng tiếp tục trốn thoát vài tháng sau đó. Lần này, Bundy đột nhập vào phòng của bốn người phụ nữ và đánh đập họ một cách dã man. Sau khi giết một bé gái, Bundy say xỉn và bị cảnh sát phát hiện rồi bị bắt sau một cuộc rượt đuổi ngắn. Tại phiên tòa, thẩm phán tuyên án tử hình Ted Bundy. Sau một cuộc điện thoại, Ted đưa ra lời trăn trối cuối cùng trước khi phải lên ghế điện.

## Dàn diễn viên
- Michael Reilly Burke trong vai Ted Bundy
- Boti Bliss trong vai Lee (dựa trên Elizabeth Kloepfer)
- Steffani Brass trong vai Julie
- Eric Da Re trong vai Nam Partygoer
- Tricia Dickson trong vai Barbara Vincennes (dựa trên nạn nhân Lynda Healy)
- Matt Hoffman trong vai Arnie
- Tracey Walter trong vai Randy Meyers
- Zarah Little trong vai Patricia Garber (nạn nhân)
- Julianna McCarthy trong vai Giáo sư
- Deborah Offner trong vai Beverly
- Melissa Schmidt trong vai Nữ đảng viên
- Jennifer Tisdale trong vai cô gái xinh đẹp
- Michael Santos trong vai Người đàn ông ở cửa sổ
- Meadow Sisto trong vai Suzanne Welch (dựa trên nạn nhân Susan Rancourt)
- Alison West trong vai Shawn Randall (dựa trên nạn nhân Janice Ott)
- Anna Lee Wooster trong vai Cô gái bị tấn công trên phố
- Natasha Goodman trong vai Suzanne Moore (dựa trên nạn nhân Kimberly Leach)
- Danielle Parris trong vai Đao phủ trùm đầu
- Katrina Miller trong vai Jane Gilchrist (dựa trên nạn nhân Nancy Wilcox hoặc Debra Kent)
- David Schroeder trong vai Warden
- Tiffany Shepis trong vai Tina Gabler (dựa trên nạn nhân Carol DaRonch)
- Tom Savini trong vai Thám tử thành phố Salt Lake
- Alexa Jago trong vai Betty (dựa trên Carole Ann Boone)